# 코로나19 백신별 예방률
이 목록은 코로나19 백신에 대한 예방률목록이다 모든 백신의 기준은 2차접종 기준이며 임상중인 코로나19 백신도 포함되고 예방률 정보가 없는 백신은 포함되지 않는다.

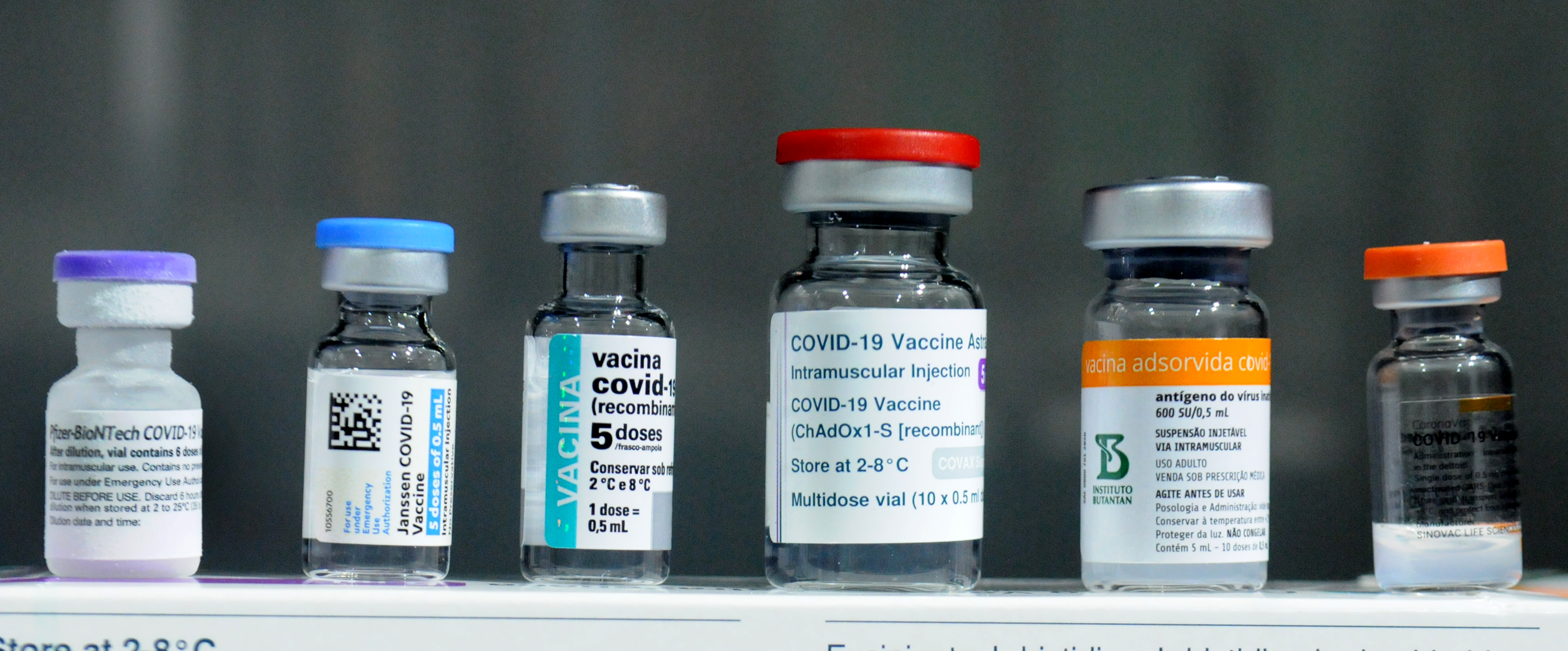
여러 가지 코로나19 백신, 왼쪽부터 화이자-바이온텍, 얀센, 아스트라제네카(2개), 시노백(2개)

## 사노피-GSK 코로나19 백신
사노피-GSK 코로나19 백신 사노피가 개발한 코로나19 백신이며 예방률이 무려 95 ~ 100%이다.

## 발네바 코로나19 백신
발네바 코로나19 백신은 발네바가 개발한 코로나19 백신이며 정량을 투여한 그룹은 89.8% 조금더 투여한 그룹은 100%의 효과가 나타났다.

## 나노코박스 코로나19 백신
나노코박스 코로나19 백신은 나노젠이 개발한 백신으로 예방률은 96.5%이다.

## UB-612 코로나19 백신
UB-612 코로나19 백신은 타이완에서 개발한 백신으로 예방률은 95.65%로 나타났으며 20 ~ 55세 까지만 접종이 가능하다.

## 화이자-바이온텍 코로나19 백신

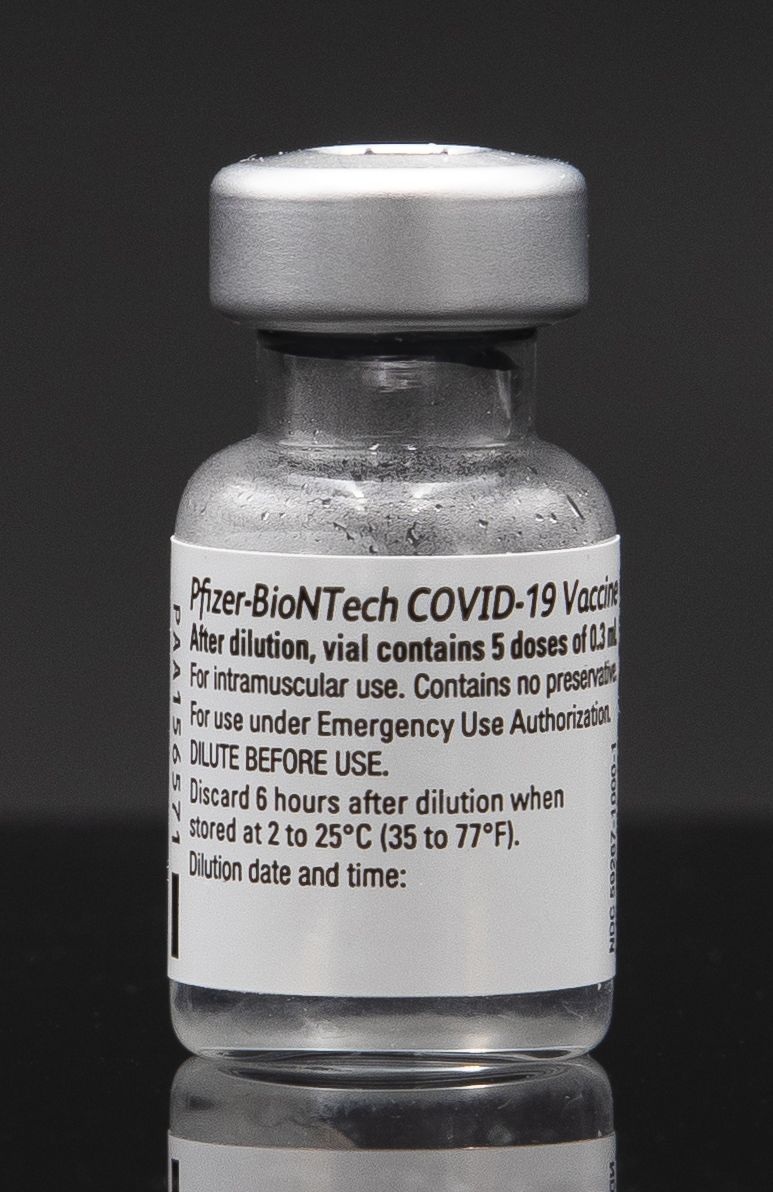

화이자-바이온텍 코로나19 백신은 미국 화이자와 독일 바이오엔테크가 협력하여 만든 백신으로 예방률은 95%이다. 다만 6개월이 지나면 84%로 떨어지는 단점이있다.

## 모더나 코로나19 백신

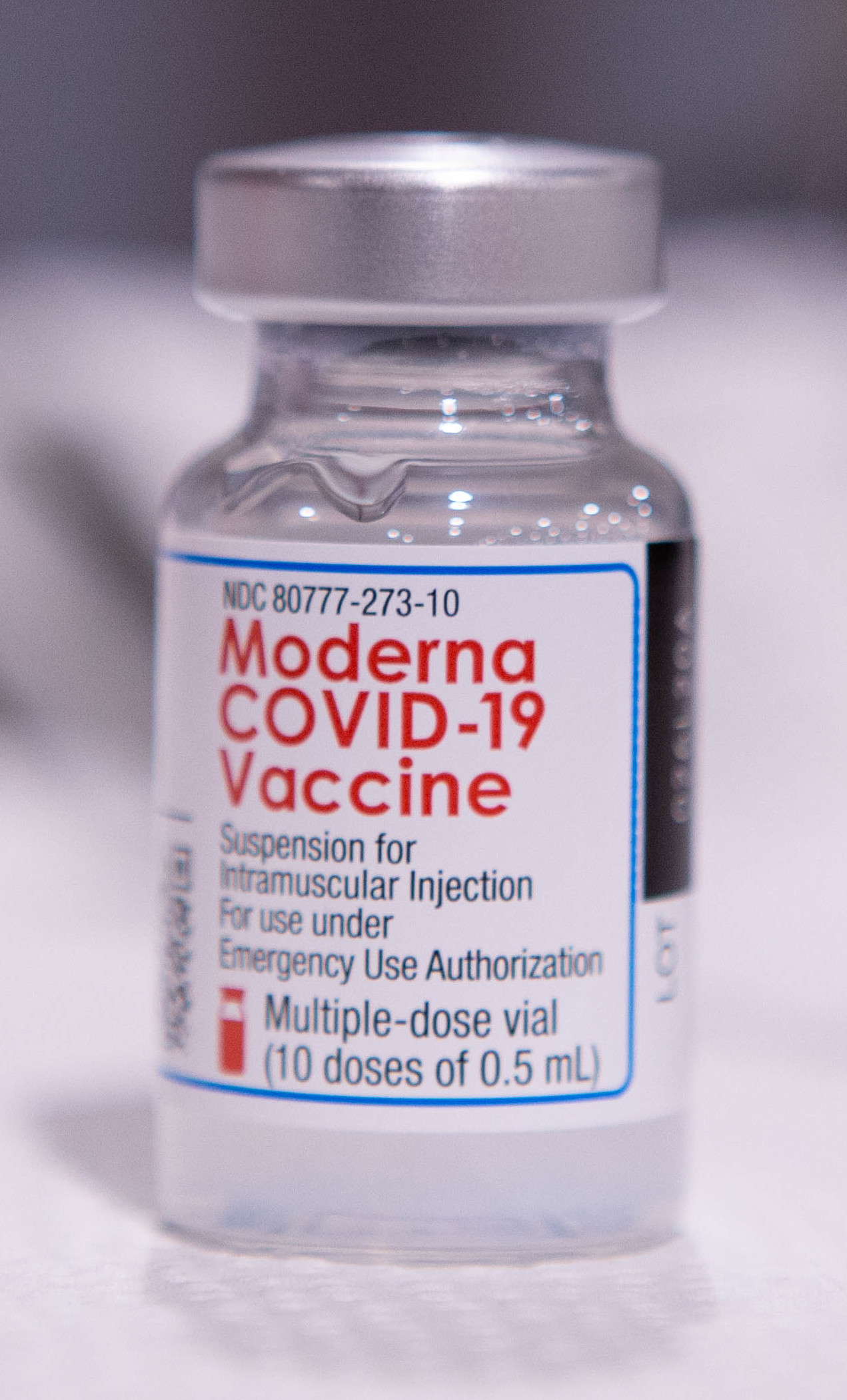

모더나 코로나19 백신은 미국 모더나가 만든 코로나19 백신이며 예방률은 94.1%로 상당히 높은편이며 6개월이 지나도 93%의 효과를 유지한다.

## 코비란 바레캇 코로나19 백신

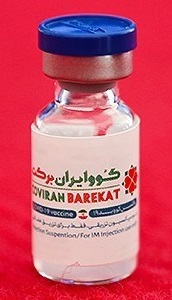

코비란 바레캇 코로나19 백신은 이란이 개발한 코로나19 백신이며 예방률은 임상 2상에서 93.8%로 확인되었다.

## ZF2001 코로나19 백신
ZF2001 코로나19 백신은 중국에서 개발한 코로나19 백신이며 예방률은 93%이다.

## 압달라 코로나19 백신
압달라 코로나19 백신은 쿠바에서 개발한 백신이며 예방률은 92.28%로 나타났고 3차까지 맞아야한다.

## 스푸트니크 V 코로나19 백신

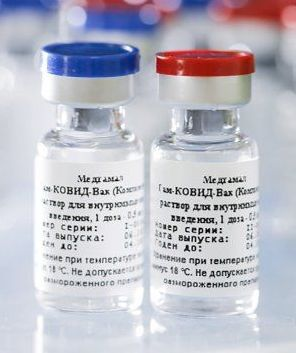

스푸트니크 V 코로나19 백신은 러시아 가말레야 국립 전염병 및 미생물학 센터에서 개발한 백신이며 예방률은 91.6%로 높은편이다.

## 소베라나 02 코로나19 백신

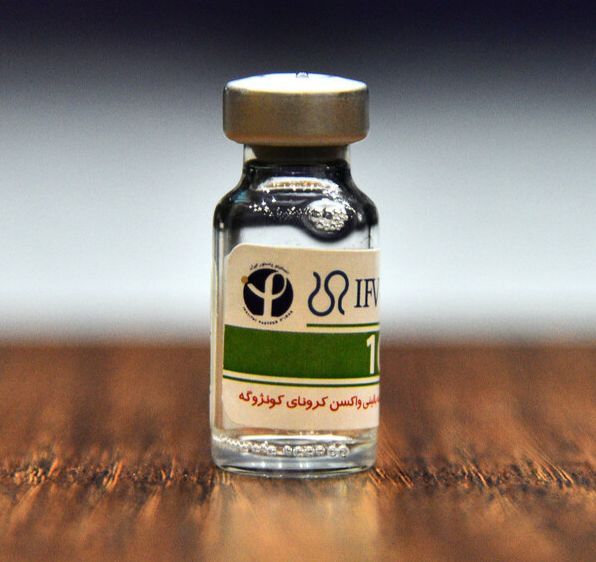

소베라나 02 코로나19 백신은 쿠바에서 개발한 코로나19 백신이며 예방률은 91.2%이고 3차까지 맞아야한다.

## 노바백스 코로나19 백신
노바백스 코로나19 백신은 미국 노바백스가 개발한 코로나19 백신이며 예방률은 90.4%로 높은편이고 가장 안전한 코로나19 백신이라는 평을 받고있다.

## MVC 코로나19 백신
MVC 코로나19 백신은 대만 가오돤 (MVC, 메디간)이 개발한 코로나19 백신이고 예방률은 90.4%이다. 임상 3상 시작전 긴급사용승인이 되어 논란이 되었으며 첫 접종 3일만에 3명이 사망하여 또 논란이 되었다. 차이잉원이 이 백신을 맞았다.

## 코비박 코로나19 백신 (러시아)
코비박 코로나19 백신 (러시아)은 추마코프 연구센터가 개발한 코로나19 백신이며 예방률은 80.0%로 예방률이 첫 80%대 코로나19 백신이다.

## 스푸트니크 라이트 코로나19 백신
스푸트니크 라이트 코로나19 백신은 러시아 가말레야 국립 전염병 및 미생물학 센터에서 개발한 코로나19 백신이며 특이한점은 1차만 맞으면되고 예방률은 79.4%이다.

## 시노팜 BBIBP-CorV 코로나19 백신

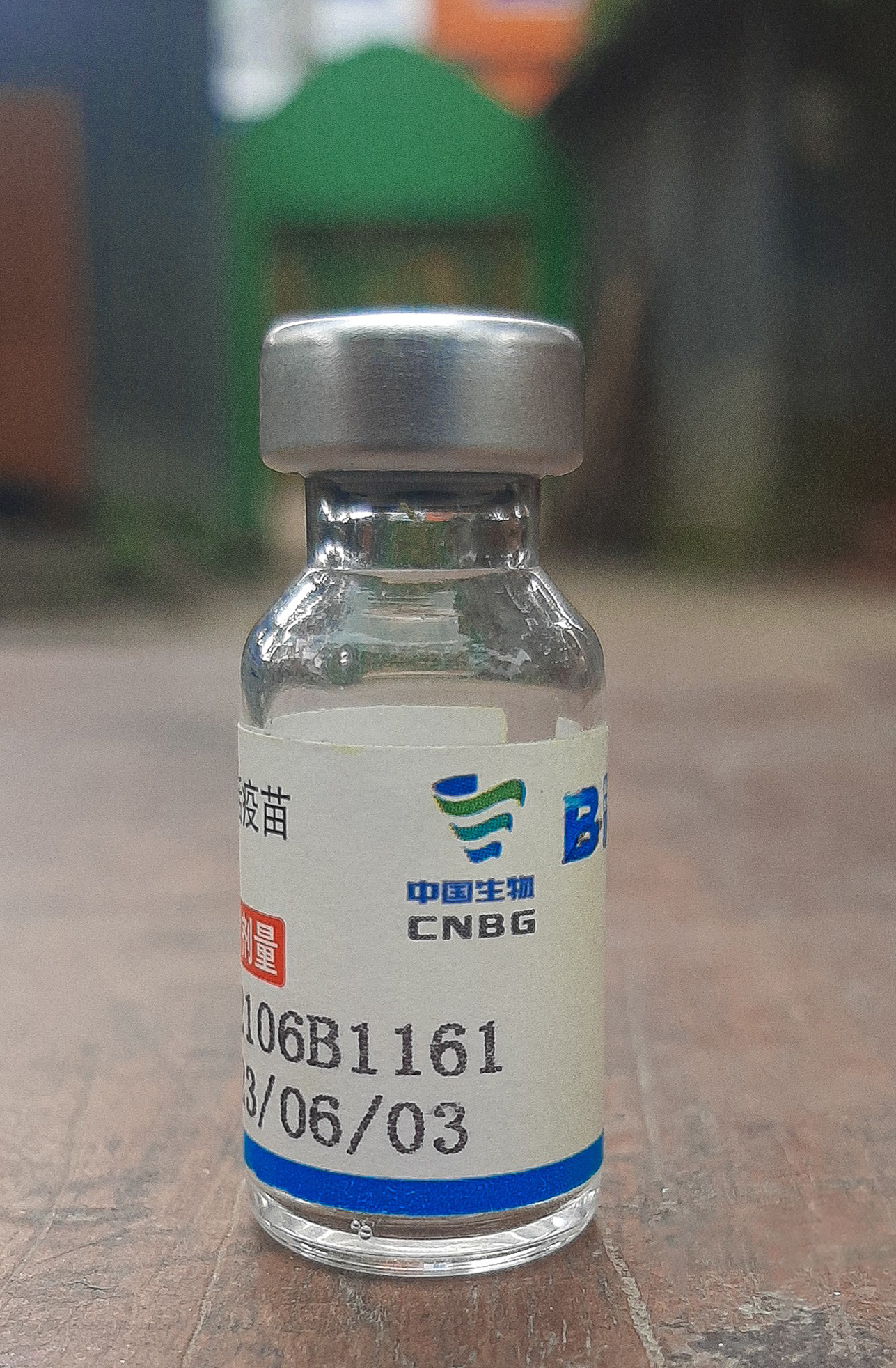

시노팜 BBIBP-CorV 코로나19 백신은 중국 시노팜이 개발한 코로나19 백신이며 예방률은 79.34%이다.

## 에피박코로나 코로나19 백신

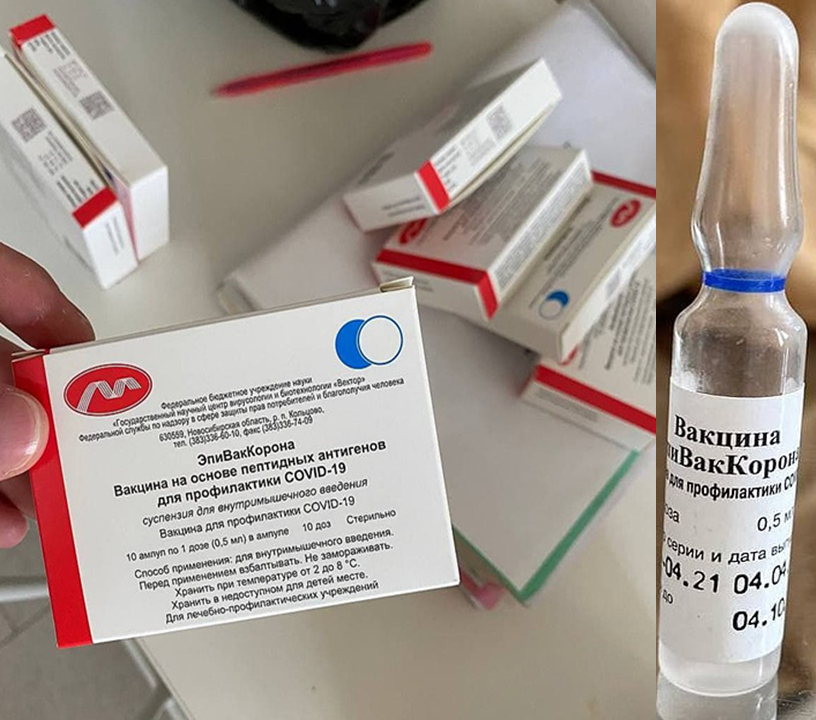

에피박코로나 코로나19 백신은 러시아 벡터 연구소에서 개발한 코로나19 백신이며 예방률은 79%이다.

## 코백신 코로나19 백신

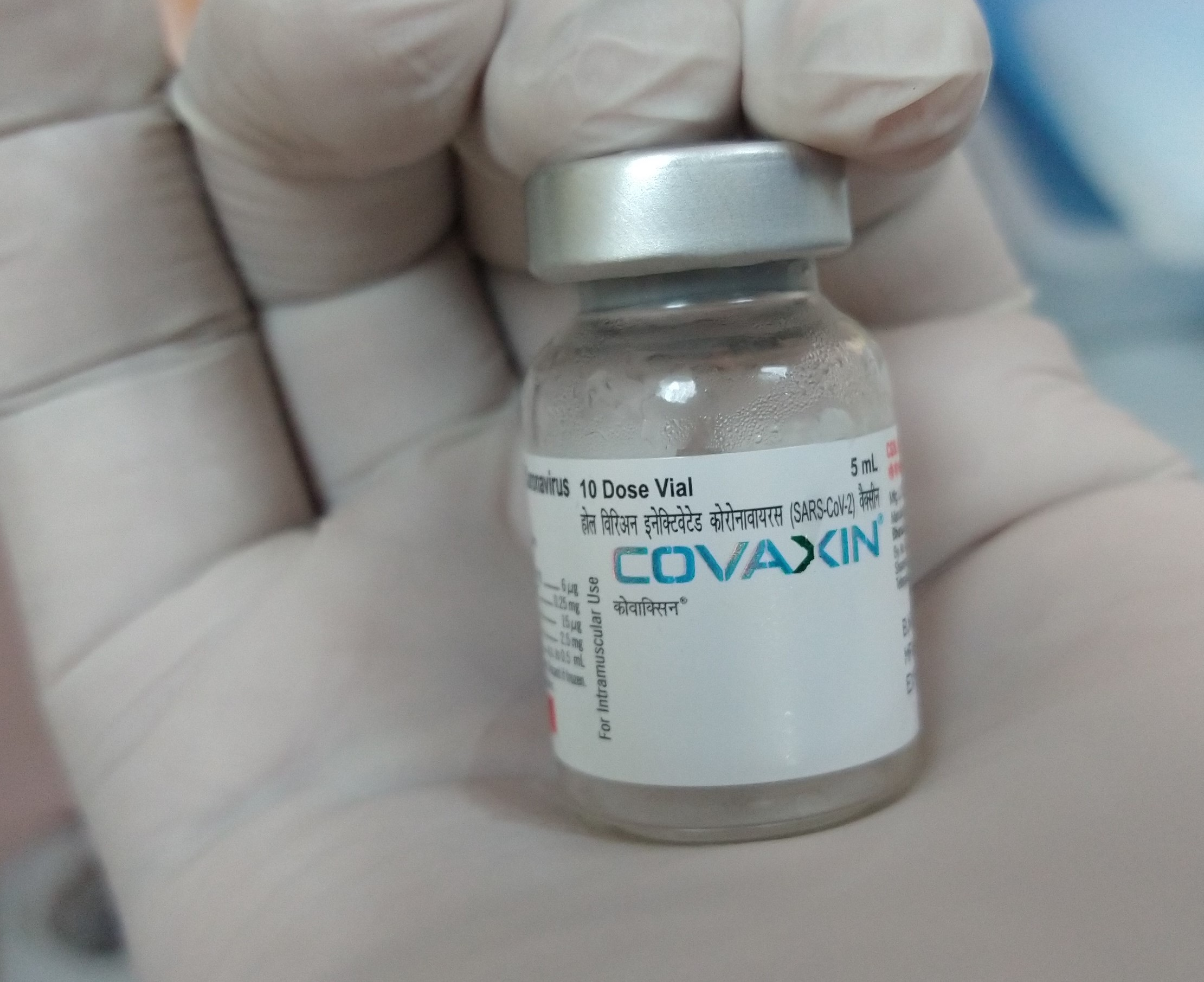

코백신 코로나19 백신은 인도에서 개발한 코로나19 백신이며 예방률은 임상 3상에서 77.8%로 확인되었다.

## 시노팜 WIBP-CorV 코로나19 백신
시노팜 WIBP-CorV 코로나19 백신은 중국 시노팜이 개발한 코로나19 백신이며 예방률은 72.8%이다.

## 옥스퍼드-아스트라제네카 코로나19 백신

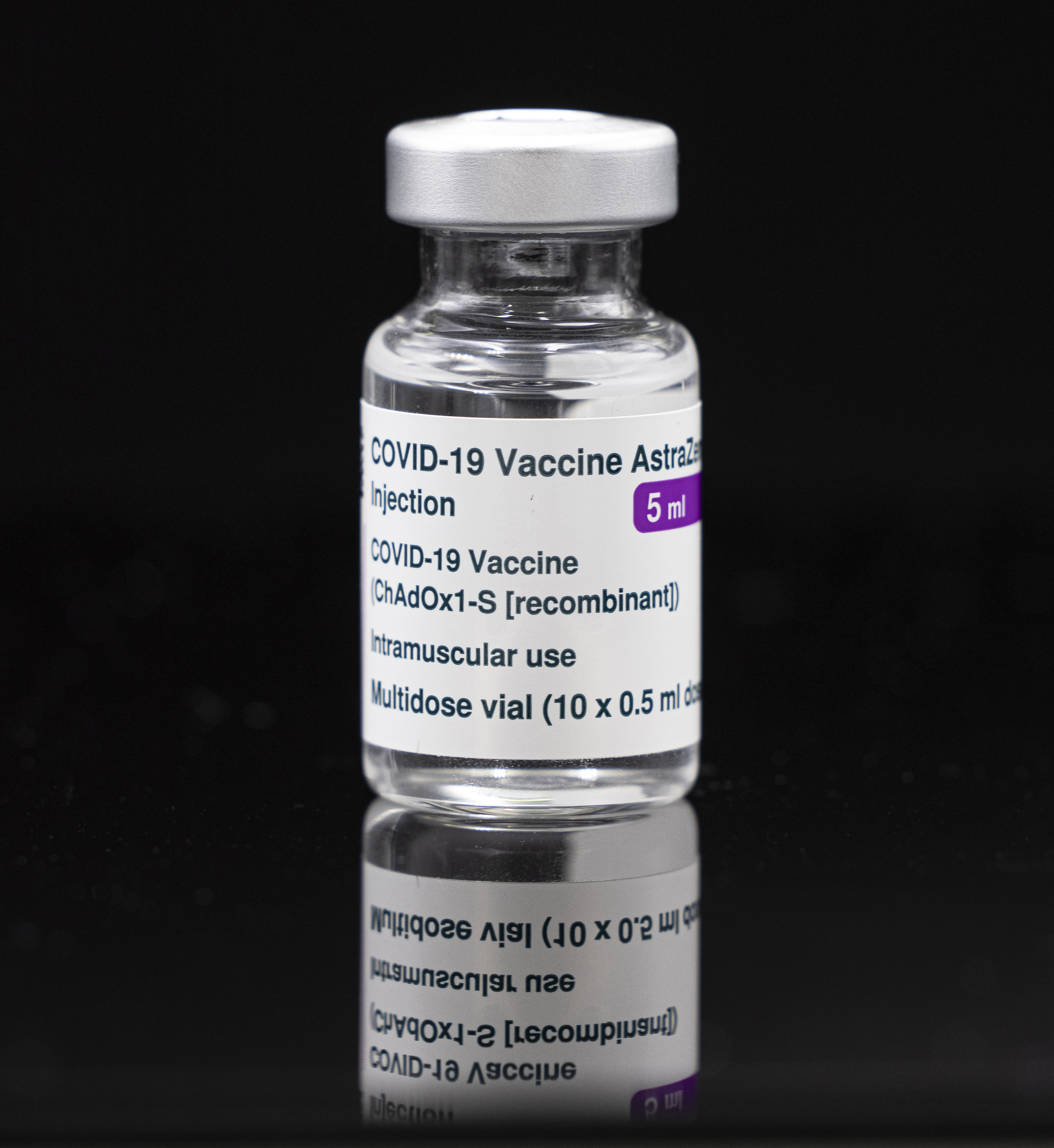

옥스퍼드-아스트라제네카 코로나19 백신은 영국 옥스퍼드 대학교와 아스트라제네카가 개발한 코로나19 백신이며 예방률은 70.4%이고 화이자-바이온텍 코로나19 백신과 교차접종을 하면 항체가 10배 더 많이 생기며 얼마전 2021년 8월 24일 러시아가 스푸트니크 V 코로나19 백신과 교차접종을 성공했다고 밝혔다.

## 존슨앤존슨 얀센 코로나19 백신

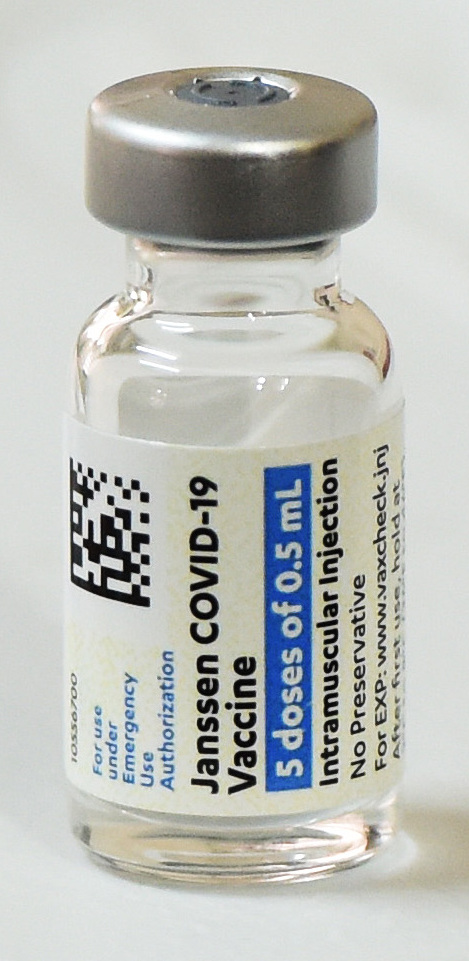

존슨앤존슨 얀센 코로나19 백신은 미국 존슨앤드존슨과 벨기에 얀센제약이 개발한 코로나19 백신이며 예방률은 66.9%고 1차만 맞으면되지만 2차까지 맞으면 항체가 9배가 많이생긴다.

## ZyCoV-D 카딜라 코로나19 백신
ZyCoV-D 카딜라 코로나19 백신은 인도에서 개발한 세계최초의 DNA 코로나19 백신이며 예방률은 66.6%이고 특이하게 3차까지 맞아야한다.

## 캔시노 코로나19 백신
캔시노 코로나19 백신은 중국 캔시노 바이오로직스가 개발한 코로나19 백신이며 예방률은 65.7%이고 1차만 맞으면된다.

## 시노백 코로나19 백신

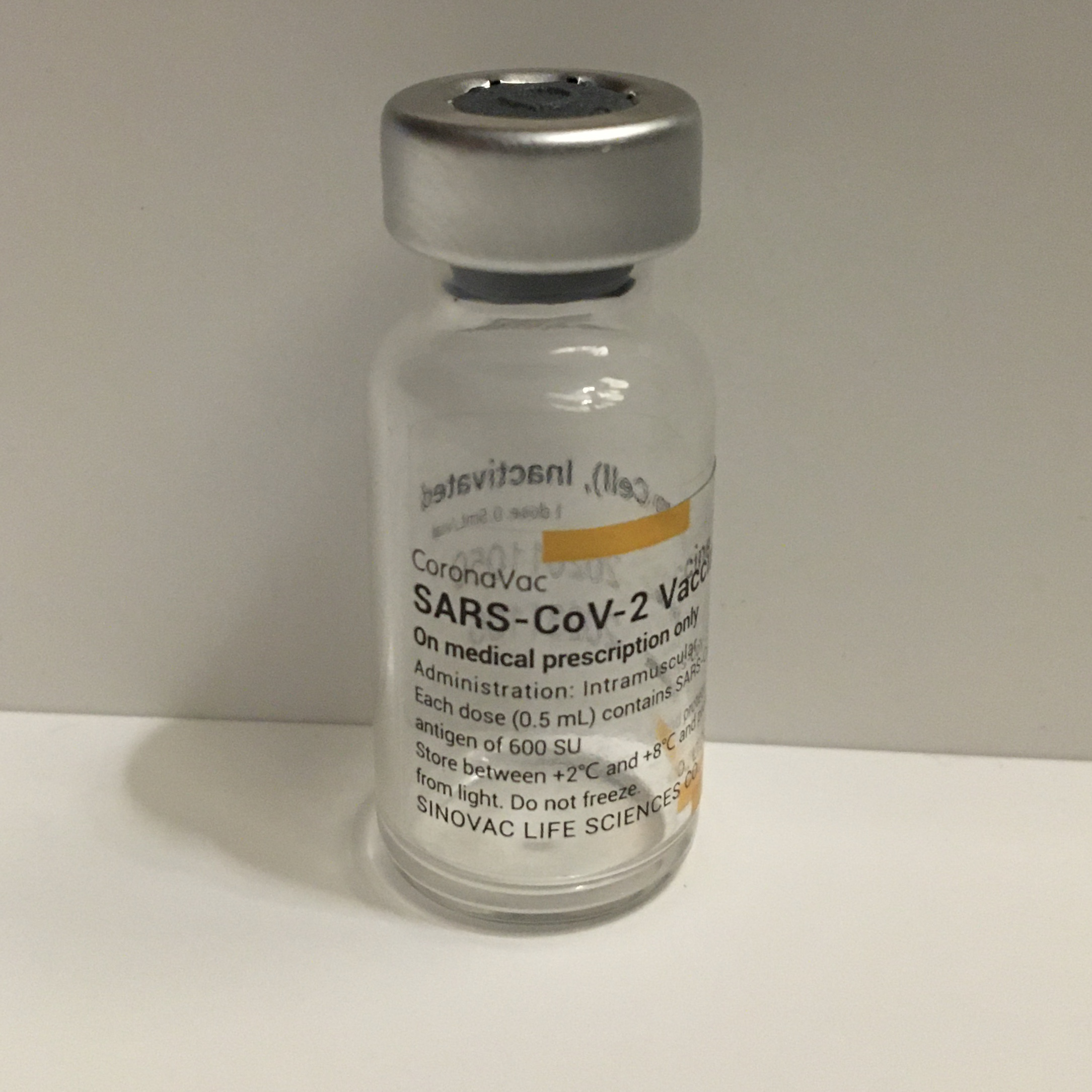

시노백 코로나19 백신은 중국 시노백이 개발한 코로나19 백신이며 예방률은 50.38%이다.

## 큐어백 코로나19 백신
큐어백 코로나19 백신 독일 큐어백이 개발한 코로나19 백신이며 예방률은 48%로 미국 FDA의 승인기준인 50%에 2% 모자르며 사실상 개발에 실패한 백신이다.

## 같이 보기
- 코로나19 백신
- 코로나19 치료제 개발
- 코로나19